# Unterseeboot 768
L'Unterseeboot 768 ou U-768 est un sous-marin allemand (U-Boot) de type VIIC utilisé par la Kriegsmarine pendant la Seconde Guerre mondiale.
Le sous-marin fut commandé le 15 août 1940 à Wilhelmshaven (Kriegsmarinewerft), sa quille fut posée le 5 avril 1941, il fut lancé le 22 août 1943 et mis en service le 14 octobre 1943, sous le commandement de l'Oberleutnant zur See Johann Buttjer.
L'U-768 n'effectua aucune patrouille, par conséquent il n'endommagea ou ne coula aucun navire.
Il coule accidentellement en novembre 1943 en Mer Baltique.

## Conception
Unterseeboot type VII, l'U-768 avait un déplacement de 769 tonnes en surface et 871 tonnes en plongée. Il avait une longueur totale de 67,10 m, un maître-bau de 6,20 m, une hauteur de 9,60 m et un tirant d'eau de 4,74 m. Le sous-marin était propulsé par deux hélices de 1,23 m, deux moteurs Diesel Germaniawerft M6V 40/46 de 6 cylindres en ligne de 1 400 ch à 470 tr/min, produisant un total de 2 060 à 2 350 kW en surface et de deux moteurs électriques Brown, Boveri & Cie GG UB 720/8 de 375 ch à 295 tr/min, produisant un total 550 kW, en plongée. Le sous-marin avait une vitesse en surface de 17,7 nœuds (32,8 km/h) et une vitesse de 7,6 nœuds (14,1 km/h) en plongée. Immergé, il avait un rayon d'action de 80 nautiques (150 km) à 4 nœuds (7,4 km/h, 4,6 milles par heure) et pouvait atteindre une profondeur de 230 m. En surface son rayon d'action était de 8 500 nautiques (soit 15 700 km) à 10 nœuds (19 km/h).
 L'U-768 était équipé de cinq tubes lance-torpilles de 53,3 cm (quatre montés à l'avant et un à l'arrière) qui contenait quatorze torpilles. Il était équipé d'un canon de 8,8 cm SK C/35 (220 coups) et d'un canon antiaérien de 20 mm Flak. Il pouvait transporter 26 mines TMA ou 39 mines TMB. Son équipage comprenait 4 officiers et 40 à 56 sous-mariniers.

## Historique
Il passe son temps d'entraînement initial à la 31. Unterseebootsflottille.
L'U-768 coule accidentellement pendant un exercice le 20 novembre 1943, en Mer Baltique dans la Baie de Gdańsk, à la position 54° 25′ N, 19° 08′ E, après être entré en collision avec l'U-745, en navigation de Gotenhafen à Pillau.
Le naufrage ne fait aucune victime parmi les 44 membres d'équipage.

## Affectations
- 31. Unterseebootsflottille du 14 octobre 1943 au 20 novembre 1943 (Période de formation).

## Commandement
- Oberleutnant zur See Johann Buttjer du 14 octobre 1943 au 20 novembre 1943.